# Birecikdam

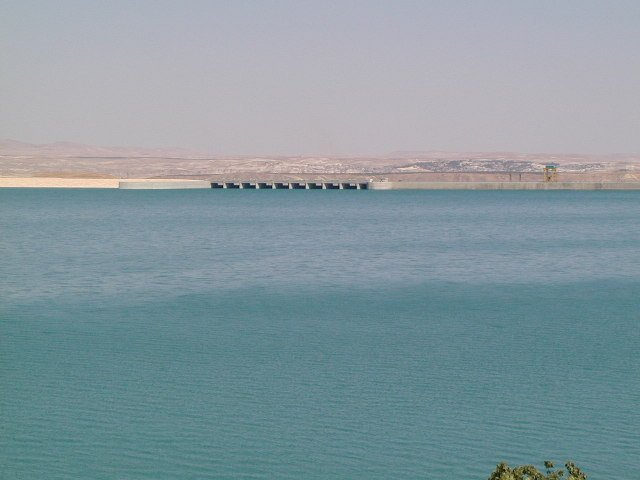
De Birecikdam

De Birecikdam is een 2,5 kilometer lange stuwdam in de Eufraat bij Birecik in Turkije, gebouwd in de periode 1996-2001. Het is een van de 22 stuwdammen in het Project Zuidoost-Anatolië. Het bijbehorende stuwmeer, het Birecikstuwmeer, heeft een opslagcapaciteit van 2,1 miljard m³. Op de bodem ervan liggen de resten van Zeugma en Apamea, twee grote antieke steden.

## Technische gegevens
- Hoogte boven de fundering: 62,5 m
- Inhoud van het bouwwerk: 8,5 miljoen m³
- Capaciteit waterkrachtcentrale: 672 MW
- Productie waterkrachtcentrale: 2,518 miljoen kWh per jaar